# Leon Strehl
Leon Kazimierz Strehl, ps. „Feliks” (ur. 6 sierpnia 1891 w Czarnoszycach, niem. Bergelau, w pow. człuchowskim, zm. 1 września 1960 w Warszawie) – doktor medycyny, uczestnik I i II wojny światowej oraz powstań: wielkopolskiego, III śląskiego i warszawskiego, pułkownik lekarz Wojska Polskiego i Armii Krajowej.

## Życiorys
Był synem Władysława i Kazimiery z Czarlińskich, urodził się w majątku, w ówczesnym zaborze pruskim. Szkołę podstawową i gimnazjum ukończył w Poznaniu, świadectwo dojrzałości otrzymał w 1911. Podczas nauki w gimnazjum należał do Towarzystwa Tomasza Zana i w 1909 był jego przewodniczącym na terenie Poznania. Od 1911 studiował medycynę na uniwersytetach w Monachium, Berlinie i Lipsku. W czasie studiów był członkiem Związku Młodzieży Polskiej „Zet” i działał w tajnych organizacjach wojskowych studentów polskich.
Po wybuchu I wojny światowej został wcielony do Armii Cesarstwa Niemieckiego, w charakterze podlekarza w szpitalach polowych, m.in. w czasie bitwy pod Verdun.
W latach 1918–1919 kontynuował studia medyczne w Berlinie, ale dyplom uzyskał w 1919 na Uniwersytecie Warszawskim. Od stycznia 1919 brał udział w powstaniu wielkopolskim jako lekarz 11 pułku strzelców wielkopolskich. Po uzyskaniu dyplomu wstąpił do wojska polskiego do służby sanitarnej. Brał udział w III powstaniu śląskim na odcinku Kluczbork. Za swój udział został odznaczony Krzyżem Niepodległości i Krzyżem Walecznych, również został awansowany do stopnia majora. W 1923 dostał dyplom doktora nauk medycznych na Uniwersytecie Warszawskim.
W latach 1923–1928 pełnił służbę w Szefostwie Sanitarnym Okręgu Korpusu Nr VII w Poznaniu, pozostając na ewidencji VII batalionu sanitarnego. Następnie wykonywał praktykę lekarską w 7 Szpitalu Okręgowym w Poznaniu. W 1934 był szefem sanitarnym Okręgu Korpusu Nr VIII w Toruniu, a wkrótce przed początkiem II wojny światowej był szefem sanitarnym Okręgu Korpusu Nr I w Warszawie.
7 września 1939 został powołany na szefa sanitarnego Armii „Warszawa”. 28 września 1939 wraz z generałem Kutrzebą i prezydentem miasta Starzyńskim wszedł w skład delegacji, która prowadziła rokowania z Niemcami w sprawie kapitulacji Warszawy. W kwietniu 1940 Polski Wojskowy Okręgowy Szpital nr 5 – Szpital Ujazdowski (w Warszawie) otrzymał status Szpitala Miejskiego, a jego dyrektorem został płk dr Leon Strehl.

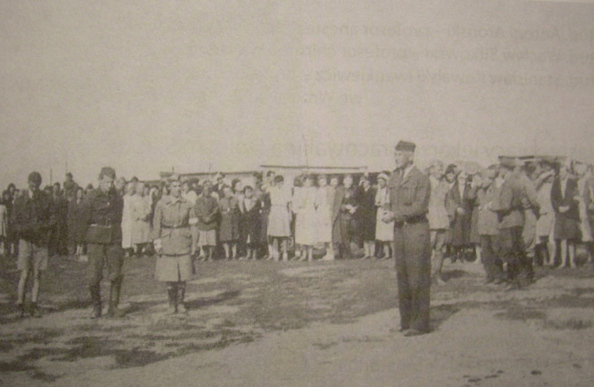
Płk dr Leon Strehl i personel szpitala wojskowego polskich jeńców wojennych w Zeithain, wracający do Polski (16 maja 1945)

W marcu 1944 mianowano go na funkcję szefa sanitarnego Komendy Głównej AK. W czasie powstania działał głównie na terenie śródmieścia. Organizował ewakuację Szpitala Maltańskiego z ul. Senatorskiej. Brał udział w rokowaniach kapitulacyjnych, starając się o jak najlepsze warunki dla ewakuacji rannych. Sam pojechał drugim transportem do obozu Stalag IVB/Z Zeithain w Saksonii, wioząc całe instalacje sali operacyjnej i zapasy materiałów medycznych. W Zeithain był polskim dowódcą. Po oswobodzeniu obozu przez wojska sowieckie, dalej prowadził szpital jako oddział Gospitala Leontiewa. Rannych i chorych przewieziono stopniowo do szpitali w Polsce.

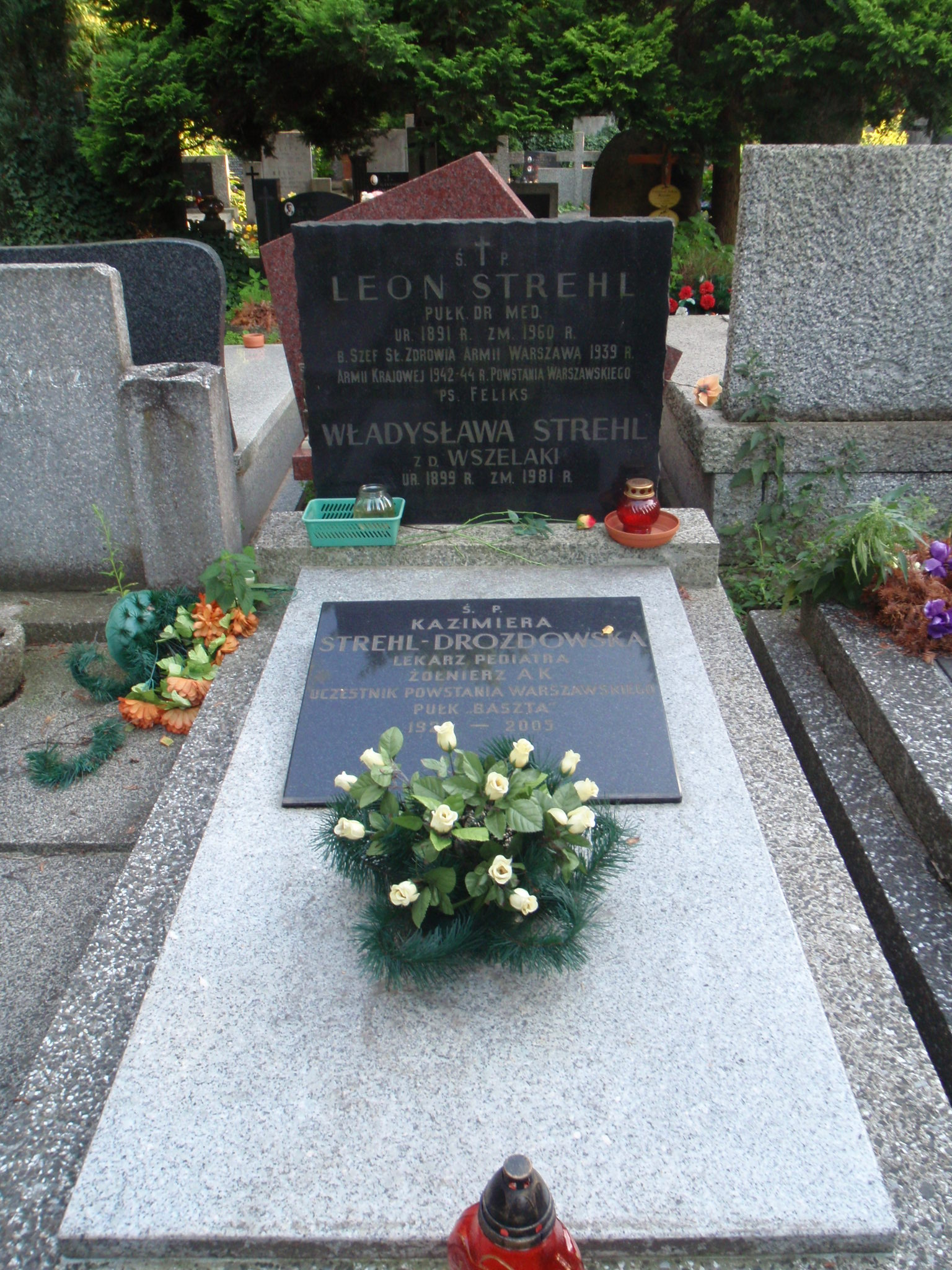
Grób Leona Strehla na Powązkach Wojskowych w Warszawie

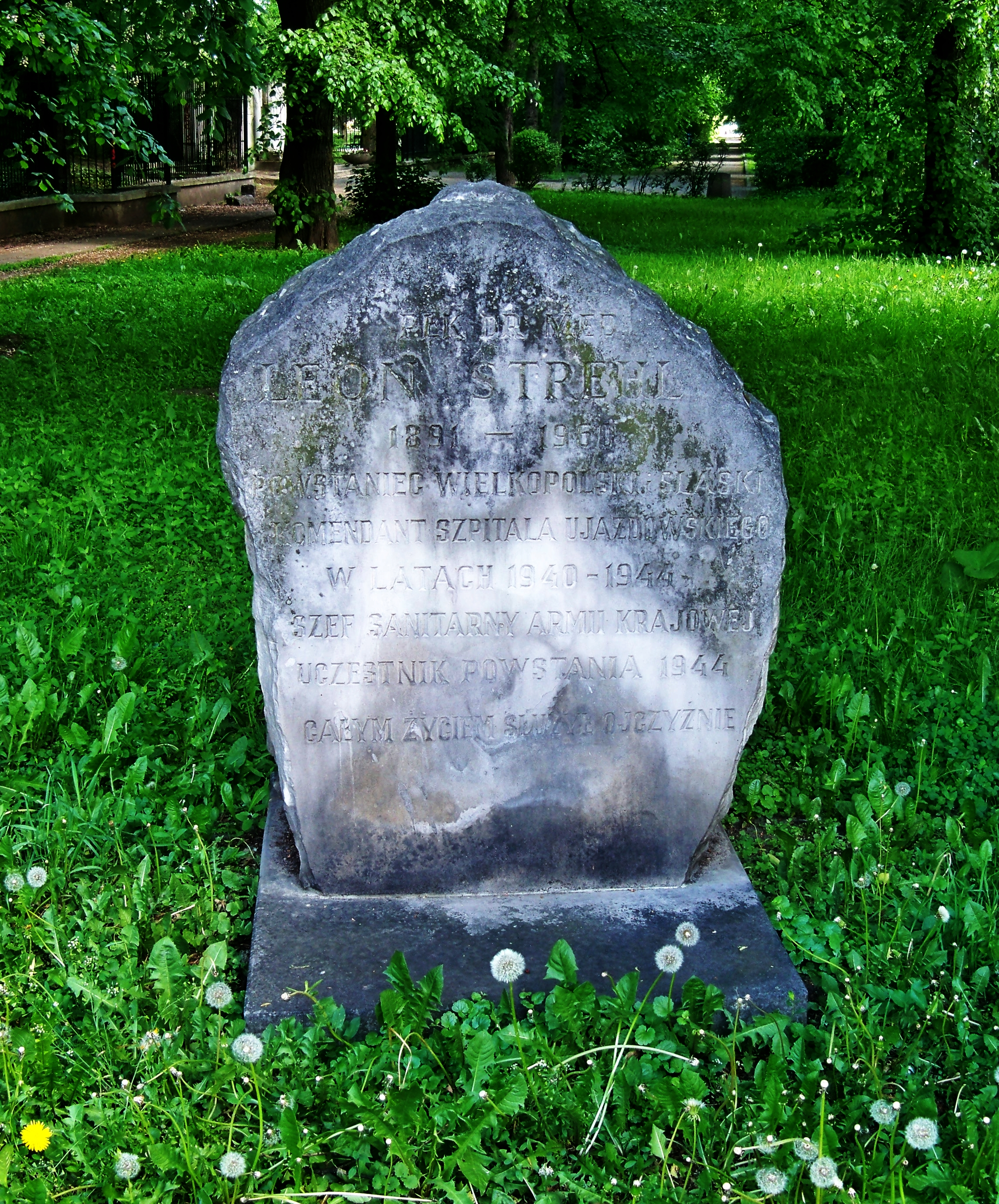
Głaz upamiętniający Leona Strehla na skwerze jego imienia

Po powrocie do Polski w sierpniu 1945, Polski Czerwony Krzyż powierzył mu dyrekcję Szpitala PCK. 18 marca 1946 na mocy rozkazu Ministerstwo Obrony Narodowej powrócił do służby czynnej na stanowisku szefa lecznictwa Służby Zdrowia MON. W wieku 60 lat odszedł na stan spoczynku, ale dalej służył swoimi radami w Zarządzie Głównym PCK.
Zmarł 1 września 1960 i został pochowany na Cmentarzu Wojskowym na Powązkach w Warszawie (kwatera B II 28-9-5).

## Awanse służbowe
- major – 3 maja 1922 zweryfikowany ze starszeństwem z dniem 1 czerwca 1919 i 145 lokatą w korpusie oficerów sanitarnych
- podpułkownik – 23 stycznia 1928 ze starszeństwem z dniem 1 stycznia 1928 i 12 lokatą w korpusie oficerów sanitarnych, w grupie lekarzy
- pułkownik – 27 czerwca 1935 ze starszeństwem z dniem 1 stycznia 1935 i 2 lokatą w korpusie oficerów sanitarnych, w grupie lekarzy

## Ordery i odznaczenia
- Krzyż Srebrny Orderu Wojennego Virtuti Militari (dwukrotnie[potrzebny przypis]: nr 12363[9])
- Krzyż Niepodległości (28 grudnia 1933)[10]
- Krzyż Kawalerski Orderu Odrodzenia Polski
- Krzyż Walecznych
- Złoty Krzyż Zasługi (22 grudnia 1928)[11]
- Odznaka Honorowa Polskiego Czerwonego Krzyża II stopnia (1935)[12]

## Upamiętnienie
W Śródmieściu Warszawy, w rejonie ulic: Jazdów, Johna Lennona i al. Armii Ludowej, znajduje się skwer płk. dr. Leona Strehla z kamieniem pamiątkowym.